# Viola aethnensis
Viola aethnensis är en violväxtart. Viola aethnensis ingår i släktet violer, och familjen violväxter.

## Underarter
Arten delas in i följande underarter:
- V. a. aethnensis
- V. a. calabra
- V. a. messanensis
- V. a. splendida

## Bildgalleri

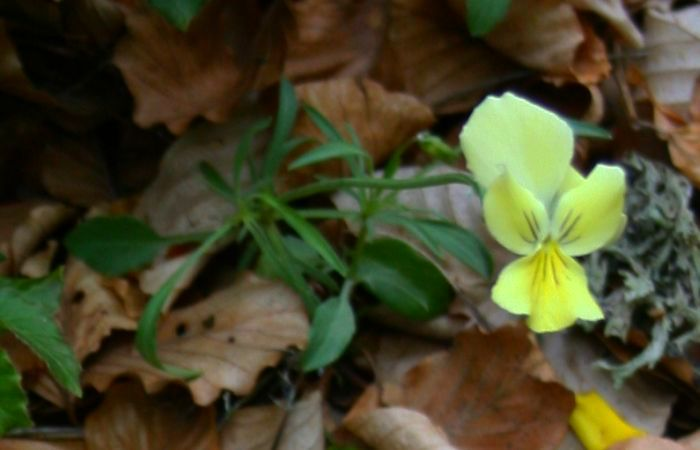
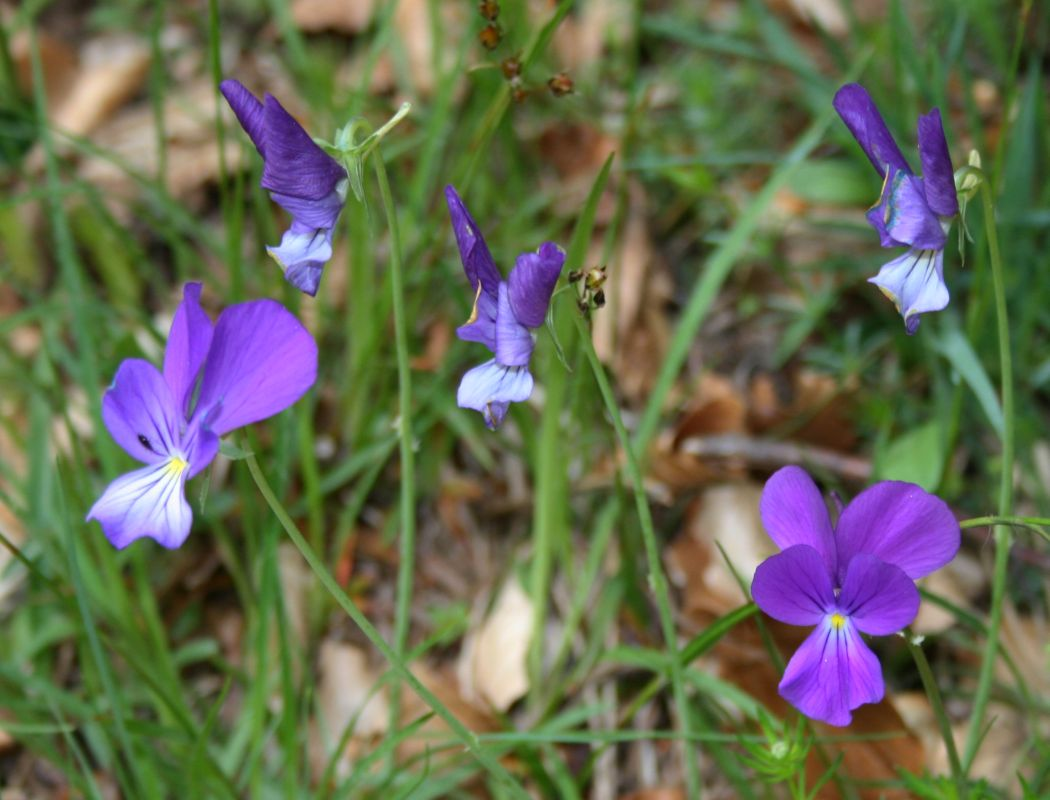
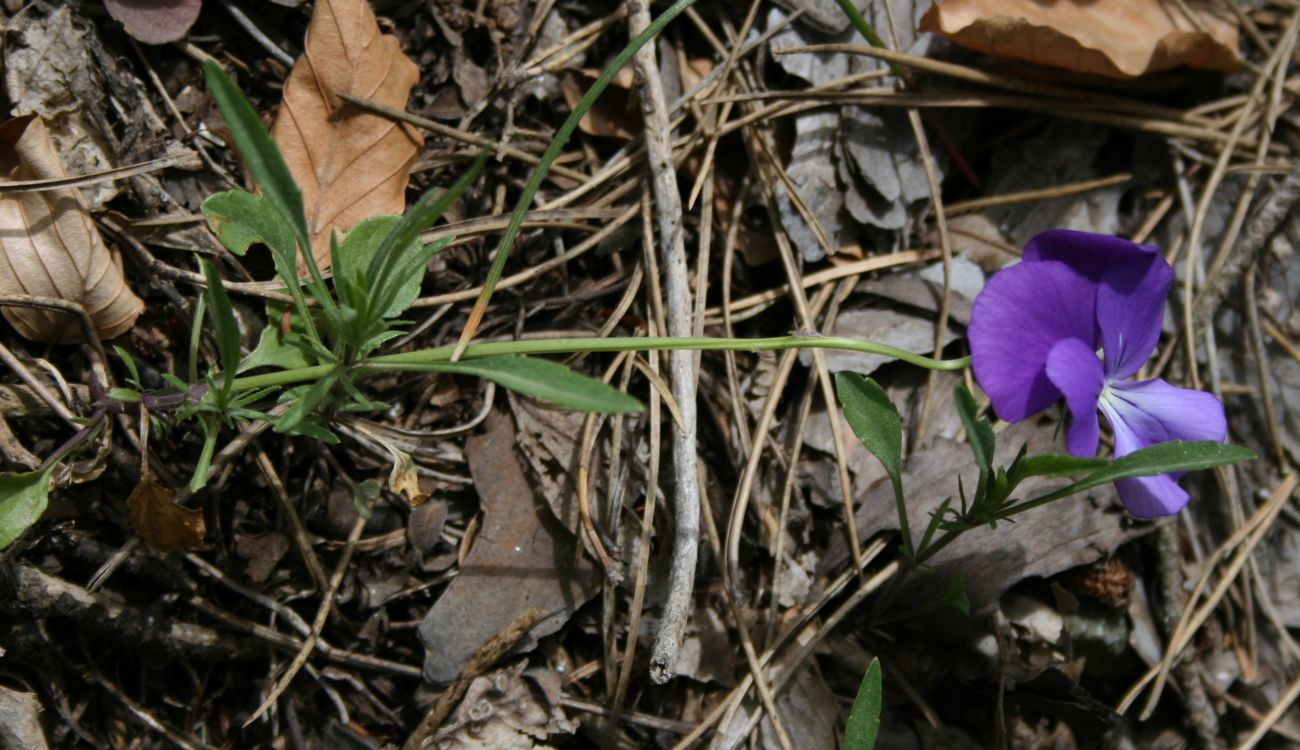
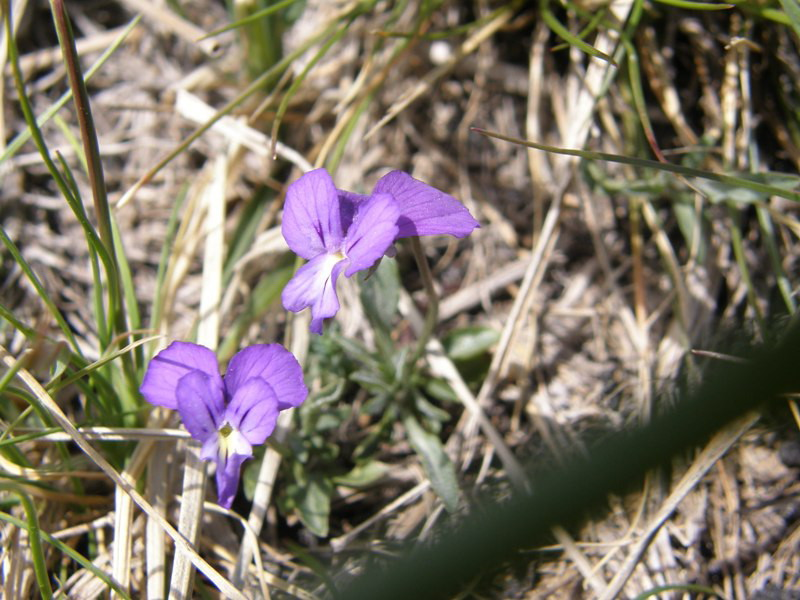
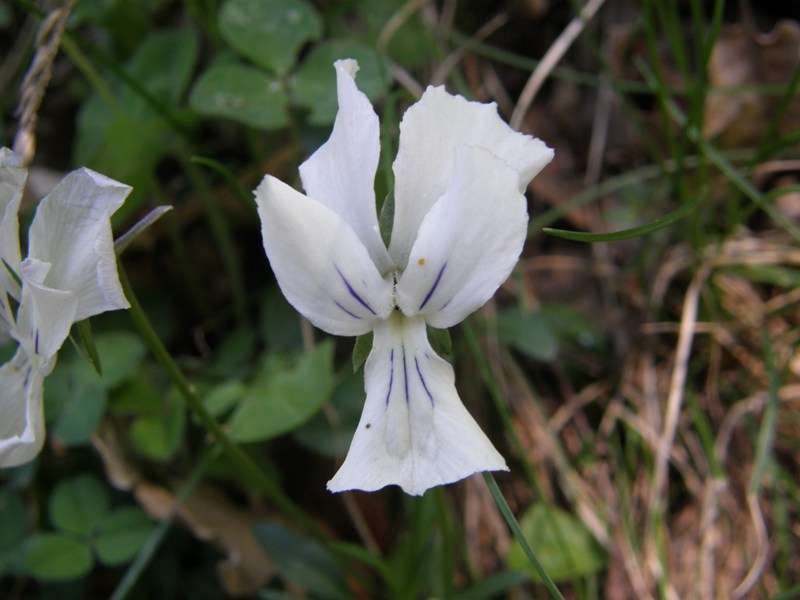